# Emily Skidmore
Emily Skidmore est une professeure agrégée d’histoire, chercheuse et autrice de l'ouvrage True Sex. Elle est actuellement professeure associée d'histoire à l’université Texas Tech.

## Biographie
En 2004, elle effectue un Bachelor of arts d’histoire au Macalester College. Elle obtient son doctorat d’histoire à l'université de l'Illinois en 2011. Elle devient professeure associée d'histoire à l’université Texas Tech.
Les travaux d’Emily Skidmore sont centrés sur les questions LGBT dans une approche intersectionnelle, avec un accent sur l'histoire de la transidentité. Elle a contribué à la création de la Global Encyclopedia of Lesbian, Gay, Bisexual, Transgender, and Queer (LGBTQ) History, en tant que rédactrice.

## True sex (2017)
Pour son livre primé True Sex: The Lives of Trans Men at the Turn of the Twentieth Century, Emily Skidmore a rassemblé des sources concernant 18 femmes et ayant vécu en tant qu'hommes aux États-Unis de 1876 à 1936. Ses sources sont constituées de journaux, de recensements et d'actes judiciaires. Parmi les hommes trans documentés figurent Joseph Lobdell et Ralph Kerwineo. Du fait qu'elle a trouvé des personnes queer vivant en zone rurale tout en étant acceptés par la société villageoise, Skidmore en conclut que ses travaux remettent en question l'hypothèse maintes fois émises selon laquelle la population queer se déplacerait généralement vers les villes et y seraient mieux acceptés.
Skidmore montre également qu'en Amérique, avant que les discours des sexologues ne se répandent dans les médias en y introduisant des arguments de sexologie introduisant une binarité hétérosexuelle / homosexuelle avec les catégories construites de female husband et de lesbienne, les journaux locaux offraient des explications alternatives à l'approche en termes de sexologie, et l'opinion du voisinage, des collègues et des épouses de ces personnes intégrées socialement en tant qu'hommes étaient non seulement mises en avant mais qu'elles avaient une visée moins normative et se montraient plus tolérantes envers les personnes concernées, en s'interrogeant sur leurs motivations plutôt que sur leurs soi-disant déviances sexuelles à la norme.
Elle a été abondamment citée dans les travaux d'autres personnes, telles que l'article de Kritika Agarwal en 2018 dans Perspectives, à propos de l'histoire des personnes trans,. Le livre a été révisé avec des commentaires soutenant la possibilité de recadrer l'histoire des personnes queers aux États-Unis,.

## Œuvres

### Ouvrages
- Emily Skidmore, True sex: the lives of trans men at the turn of the twentieth century, New York University Press, 2017 (ISBN 978-1-4798-7063-9)[11].
- Gale Editors, Global Encyclopedia of Lesbian Gay Transgender and Queer History, Cengage Gale, 2019 (ISBN 978-0-684-32554-5)[2]

### Sélection d’articles
- (en) Skidmore, « Constructing the "Good Transsexual": Christine Jorgensen, Whiteness, and Heteronormativity in the Mid-Twentieth-Century Press », Feminist Studies, vol. 37, no 2,‎ 2011, p. 270–300 (ISSN 0046-3663, JSTOR 23069901, lire en ligne).
- (en) Skidmore, Emily E., Exceptional queerness: defining the boundaries of normative U.S. citizenship, 1876-1936, University of Illinois at Urbana-Champaign, 26 août 2011 (hdl 2142/26334, lire en ligne).

### Travaux en ligne
- (en)Troubling Terms: The Label Problem in Transgender History, Notches, 28 novembre 2017.
- (en-US) Emily Skidmore, « Life as a Trans Man in Turn-of-the-Century America » , sur Literary Hub, 22 septembre 2017 (consulté le 14 mars 2025).

## Prix
- 2016 : prix Audre Lorde pour son article Ralph Kerwineo’s Queer Body: Narrating the Scales of Social Membership in the Early Twentieth Century[12].
- 2018 : prix U.S. History PROSE Award pour son livre True Sex: The Lives of Trans Men at the Turn of the Twentieth Century[13].
- 2019 : President's Faculty Book Award de l’université Texas Tech[14].